# Levensverzekering
Een levensverzekering is een verzekering die verband houdt met het leven of de dood van de mens, of met de verzorging van de uitvaart van de mens. Een ongevallenverzekering is in de meeste landen géén levensverzekering (zie onder andere artikel 7:975 BW).
Een levensverzekering kan uitkeren bij overlijden van de verzekerde, al dan niet voor een bepaalde datum, of juist bij in leven zijn van de verzekerde op een bepaalde datum. Een levensverzekering kan ook een mengvorm van beide zijn, er wordt dan zowel uitgekeerd bij in leven zijn als bij eerder overlijden. Tot slot kan een levensverzekering een periodieke uitkering geven zolang de verzekerde in leven is of juist vanaf het moment dat de verzekerde komt te overlijden.
De Nederlandse levensverzekeringsmarkt heeft de afgelopen jaren aanzienlijke veranderingen ondergaan. Traditionele levensverzekeringsproducten, zoals gemengde verzekeringen en beleggingsverzekeringen, zijn in populariteit afgenomen. Tegelijkertijd is er een toename in de vraag naar transparante en flexibele producten, zoals overlijdensrisicoverzekeringen en lijfrenteverzekeringen.
De markt wordt gedomineerd door enkele grote verzekeringsgroepen. Volgens recente gegevens behoren Nationale-Nederlanden, a.s.r., Aegon en Achmea tot de grootste aanbieders van levensverzekeringen in Nederland. Deze consolidatie is mede het gevolg van fusies en overnames in de sector.
Daarnaast heeft de digitalisering geleid tot een toename van online verkoopkanalen en vergelijkingsplatforms, waardoor consumenten gemakkelijker levensverzekeringen kunnen afsluiten en beheren.

## Redenen om een levensverzekering af te sluiten
- Schuldaflossing;
- De verzorging van de nabestaanden te garanderen;
- Een inkomen voor de oude dag te garanderen;
- Te sparen voor toekomstige lasten.

### Schuldaflossing
Een levensverzekering is in het verleden in Nederland onder voormalige fiscale regels vaak afgesloten als onderdeel van een levenhypotheek. De verzekering wordt dan aangewend om op de einddatum van de hypotheek de schuld in één keer af te lossen.

### De verzorging van de nabestaanden te garanderen
Doorgaans zijn dit overlijdensrisicoverzekeringen. Dergelijke verzekeringen keren bij het overlijden van de verzekerde een vast bedrag uit, waardoor de verzorging van nabestaanden enigszins gegarandeerd wordt.

### Een inkomen voor de oude dag te garanderen
Een levensverzekering wordt vaak afgesloten als aanvulling op de AOW. Er is dan vaak sprake van een pensioen of een lijfrenteverzekering, maar in principe is elke verzekeringsvorm die uitkeert bij in leven zijn geschikt.

### Sparen voor toekomstige lasten
Een goed voorbeeld is de studie van kinderen. Er is dan sprake van een studieverzekering. Een studieverzekering wordt vaak vlak na de geboorte van het kind afgesloten, en keert bijvoorbeeld uit op de 18e verjaardag.

## Onderverdeling
Levensverzekeringen kunnen op diverse manieren worden ingedeeld. De volgende indelingen zijn gebruikelijk:
- Indeling naar sector, en
- Indeling naar verzekeringsvorm.

### Indeling naar sector
Bij indeling naar sector wordt de volgende onderverdeling gemaakt:
- Individuele verzekeringen;
- Volksverzekeringen;
- Collectieve verzekeringen;
- Spaarkassen.

### Individuele verzekeringen
Verzekeringen die per stuk gesloten worden en geen onderling verband hebben.

### Volksverzekeringen
Volksverzekeringen zijn de echte volksverzekeringen, zoals bekend uit de sociale zekerheid. Daarnaast wordt de uitvaartverzekering van oudsher als volksverzekering gezien.
Volks- en uitvaartverzekeringen vallen buiten dit artikel.

### Collectieve verzekeringen
Collectieve verzekeringen zijn bijvoorbeeld pensioenen. Er is dan één ‘moederpolis’ (het mantelcontract) waaraan de diverse individuele contracten hangen.
Collectieve verzekeringen vallen buiten dit artikel.

### Spaarkassen
Bij een spaarkas stortten de deelnemers een bepaald bedrag in de kas. Bij overlijden wordt niks uitgekeerd. Op de vooraf afgesproken einddatum wordt het geld (uiteraard vermeerderd met rente of de beleggingsresultaten) in de kas verdeeld over de levenden.

## Indeling naar verzekeringsvorm
Bij indeling van de individuele verzekeringen naar verzekeringsvorm zijn twee mogelijkheden:

### Moment van uitkeren
- Bij leven;
- Bij overlijden;
- Bij leven én bij overlijden (zgn. gemengde verzekering).

### Soort uitkering
- Ineens (kapitaalverzekering); of
- In termijnen (renteverzekering).

Aan de hand van de onderverdeling naar verzekeringsvorm worden de levensverzekeringen verder besproken.

## Soorten levensverzekeringen
- Kapitaalverzekering:
  - Kapitaalverzekering bij leven;
  - Kapitaalverzekering bij overlijden (vaak overlijdensrisicoverzekering genoemd);
  - Kapitaalverzekering bij leven en bij overlijden.
- Renteverzekering:
  - Vaste rente. Er wordt hoe dan ook uitgekeerd, leven of overlijden is niet van belang;
  - Lijfrente. Om een uitkering te kunnen krijgen dient te verzekerde op de afgesproken datum in leven te zijn.

### Kapitaalverzekering
Een kapitaalverzekering voorziet in een eenmalige uitkering wanneer het overeengekomen onzekere voorval (leven of overlijden) zich voordoet.

### Kapitaalverzekering bij leven
Deze verzekering voorziet in een eenmalige uitkering wanneer de verzekerde op de afgesproken datum in leven is. Bij eerder overlijden volgt in principe geen uitkering. Dit kan echter wel worden meeverzekerd. Als deze relatief substantieel is spreekt men van een kapitaalverzekering bij leven en bij overlijden, zie onder.

### Kapitaalverzekering bij overlijden of overlijdensrisicoverzekering
Kapitaalverzekeringen bij overlijden worden doorgaans overlijdensrisicoverzekeringen genoemd. Laatstgenoemde term wordt in dit artikel toegepast.
Overlijdensrisicoverzekeringen kennen drie varianten:
- Tijdelijk bij overlijden: de meest bekende en meest gebruikte variant. De verzekering voorziet in een eenmalige uitkering op het moment dat de verzekerde komt te overlijden vóór een bepaalde overeengekomen datum.
- Levenslang bij overlijden: Deze verzekering keert hoe dan ook uit als de verzekerde komt te overlijden. Dergelijke verzekeringen zijn uitvaartverzekeringen of successieverzekeringen. Met een successieverzekering stelt de verzekerde de nabestaanden in staat bij zijn overlijden de erfbelasting te kunnen voldoen.
- Risicokapitaalverzekering op vaste termijn. Deze verzekering keert op de vooraf overeengekomen datum uit wanneer de verzekerde voor deze datum is overleden. Een kort voorbeeld: de afgesproken einddatum is 1 januari 2015. De verzekerde overlijdt op 1 december 2008. De verzekering keert op 1 januari 2015 het afgesproken bedrag uit.

Vanaf het moment van overlijden is geen premie meer verschuldigd.

### Kapitaalverzekering bij leven en bij overlijden
Deze verzekering voorziet in een uitkering op de afgesproken einddatum indien de verzekerde in leven is én in een uitkering bij het overlijden van de verzekerde. Het moment van de uitkering is afhankelijk van hetgeen overeengekomen is. Evenals bij overlijdensrisicoverzekeringen wordt er doorgaans direct bij overlijden uitgekeerd. Er bestaat ook de mogelijkheid voor een verzekering op vaste termijn. Een kapitaalverzekering bij leven en overlijden op vaste termijn keert dus áltijd uit op de afgesproken datum. Vanaf het overlijden van de verzekerde is ook hier geen premie meer verschuldigd.

### Renteverzekering
In tegenstelling tot een kapitaalverzekering voorziet een renteverzekering niet in een eenmalige uitkering, maar in een uitkering in termijnen. Bij renteverzekeringen zijn erg veel varianten mogelijk. In dit artikel blijven de varianten beperkt tot de meest gangbare, te weten:
- Uitgestelde lijfrenteverzekering;
- Direct ingaande lijfrenteverzekering;
- Erfrenteverzekering.

### Uitgestelde lijfrenteverzekering
De betaalde premies worden op de einddatum periodiek uitgekeerd, voor zover de verzekerde op de einddatum nog in leven is..

### Direct ingaande lijfrenteverzekering
De betaalde koopsom (is altijd een eenmalig bedrag) wordt periodiek uitgekeerd. De periodieke uitkeringen kunnen na een bepaalde, afgesproken, periode eindigen (bijvoorbeeld na 10 jaar) of doorlopen tot overlijden van de verzekerde. Direct ingaande lijfrenteverzekeringen kunnen alleen afgesloten worden door middel van een koopsompolis. Dit betekent dat het totale bedrag ineens betaald dient te worden, in tegenstelling tot een periodieke premiebetaling.

### Erfrenteverzekering
Deze verzekering keert juist uit bij overlijden van de verzekerde. Deze verzekering voorziet in een (vooraf overeengekomen) periodieke uitkering voor de voorziening van de nabestaanden.

## Beleggen of sparen
Voor verzekeringen die voorzien in een uitkering bij ‘in leven zijn’ bestaat de mogelijkheid te kiezen uit een spaarverzekering of een beleggingsverzekering.

### Spaarverzekering
Bij een spaarverzekering vergoedt de verzekeraar een vaste rente over de ingelegde premies. Op enkele uitzonderingen na is deze rente op dit moment 3%. De rente staat voor de hele looptijd van de verzekering vast. Naast de rente vergoedt de verzekeraar ook zogenoemde winst. De winst is niet vergelijkbaar met de bedrijfseconomische winst. De winst in de zin van een levensverzekering is, kort samengevat, afhankelijk van het volgende.
Bij de vaststelling van de premie van een levensverzekering gaat de verzekeraar uit van drie grondslagen:
1. Interest;
2. Sterfte;
3. Kosten.

De verzekeraar berekent aan de hand van deze grondslagen de premie. In de premie is geen onderdeel ‘winst’ opgenomen. De verzekeraar reserveert dus geen deel van de premie voor zichzelf. De verzekeraar behaalt zijn winst uit het gunstiger berekenen van de grondslagen. Als voorbeeld interest: De verzekeraar weet dat hij 4% rente kan ontvangen. Bij de berekening van de premie gaat de verzekeraar echter uit van 3%. 1% is dan de winst voor de verzekeraar. Ook bij de grondslagen sterfte en kosten wordt deze methodiek toegepast.
De verzekerde deelt mee in deze winst van de verzekeraar, waardoor het rendement uit kan komen op bijvoorbeeld 4 of 5%.

### Beleggingsverzekering
Bij een beleggingsverzekering worden de ingelegde premies belegd in beleggingsfondsen. De beleggingsfondsen waarin wordt belegd zijn naar keuze van de verzekeringnemer. Bij bepaalde beleggingsfondsen met een laag risico geeft de verzekeraar vaak een garantierendement van bijvoorbeeld 2,5%. Het spreekt voor zich dat beleggen bepaalde risico’s met zich meebrengt.
Beleggingsverzekeringen staan alweer enige tijd onder druk. Dit heeft in de media de naam ‘Woekerpolisaffaire’ meegekregen.

## Periodieke premie of koopsom
Doorgaans betaalt de verzekeringnemer de premie periodiek, bijvoorbeeld per maand of per jaar. De premie kan ook in één keer worden voldaan (dit heet een koopsom). Een combinatie is ook mogelijk: er wordt bij aanvang een bepaald bedrag gestort en vervolgens een periodieke premie.
Bij een periodieke premie bestaat de mogelijkheid premievrijstelling bij arbeidsongeschiktheid mee te verzekeren. Op het moment dat de verzekeringnemer arbeidsongeschikt wordt, neemt de verzekeraar de premiebetaling over. De verzekeringnemer hoeft geen premie te betalen totdat hij weer arbeidsgeschikt is.

## Rechten en plichten
Kenmerk van de levensverzekering is, dat het een eenzijdige overeenkomst is. Dit komt tot uiting in de rechten en plichten van de verzekeraar en verzekeringnemer.
Rechten verzekeraar:
- premieopslag voor de medeverzekering van premievrijstelling bij invaliditeit en bloc te hierzien. (En bloc houdt in voor alle verzekerden tegelijk).
- Wanneer de verzekeringnemer de premie niet langer voldoet, heeft de verzekeraar het recht de verzekering:
  - Te beëindigen (alleen toegestaan onder een aantal specifieke omstandigheden);
  - Premievrij te maken;
  - Onverminderd voort te zetten;
  - Automatisch voort te zetten.

Plichten verzekeraar:
- Het doen van de uitkering zoals overeengekomen is;
- De overeenkomst niet te beëindigen, tenzij op verzoek verzekeringnemer en bij in bepaalde gevallen bij wanbetaling;
- De rechten van de verzekeringnemer te eerbiedigen.

Rechten verzekeringnemer:
- Begunstigden aan te wijzen en te wijzigen;
- Zijn rechten uit de verzekering in pand te geven;
- Zijn rechten en plichten over te dragen;
- De verzekering door opzegging te beëindigen;
- De verzekering premievrij te maken;
- De verzekering te belenen.

Plichten verzekeringnemer:
- De verzekeringnemer heeft geen afdwingbare plichten.

Uitkering bij zelfmoord?
- De definitie van zelfmoord is volgens overlijdensrisicoverzekeraars het opzettelijk beëindigen van iemands eigen leven. De meeste verzekeraars keren geen geld uit als iemand in de eerste twee jaar van de verzekering zelfmoord pleegt. Als de verzekerde na twee jaar komt te overlijden door zelfmoord keren de meeste verzekeraars wel het afgesproken bedrag uit. Toch is er een aantal verzekeraars dat bij zelfmoord, ongeacht hoelang de verzekerde is verzekerd, geen bedrag uitkeert.

## Nederlandse levensverzekeraars
Nederlandse levensverzekeraars zijn onder andere (met aandeel in premie in 2007):
- ING, 19,5%
- SRLEV NV, bekend van de handelsnamen REAAL en Zwitserleven
- Eureko, bekend van de handelsnaam Achmea 15,3%
- Aegon, 12,8%
- Delta Lloyd Groep, 12,8%
- Fortis, 12,4%
- Robein Leven NV
- Dela Levensverzekering NV

(Voor het marktaandeel bij zorg- en schadeverzekeringen, zie de desbetreffende artikelen, voor een totaaloverzicht zie verzekeringsmaatschappij).

## Actuariële berekeningen
Bij levensverzekeringen (waaronder pensioenen en lijfrenten) spelen actuariële berekeningen een belangrijke rol. De actuariële waarde van een levensverzekering met spaarelement hangt af van het rendement op het kapitaal op zich, en van de kansverdeling van de datum van overlijden. Zo kan bijvoorbeeld bij een onzekere toekomstige uitkering het bedrag van de uitkering plus de bijbehorende kosten, verminderd met de daarbij in rekening te brengen kosten, vermenigvuldigd worden met de kans dat de uitkering plaatsvindt. Van dit bedrag wordt op basis van een rekenrente de contante waarde bepaald. Dit is de verwachtingswaarde van de betreffende verplichting (waar nog bij komen de administratiekosten die niet specifiek betrekking hebben op het doen van de uitkering, verminderd met de apart daarvoor nog in rekening te brengen kosten). Als er meerdere termijnen van uitkering (kunnen) zijn, worden deze verwachtingswaarden gesommeerd.
Dit soort berekeningen kunnen aan de orde zijn voor de bevolking als geheel of voor deelgroepen, en in principe voor individuen, waarbij bijvoorbeeld adverse selectie een rol kan spelen. Kansrekening en statistiek spelen dus een belangrijke rol. Zie ook actuaris.

### Geslacht
Omdat vrouwen gemiddeld langer leven dan mannen is vaak is bij een overlijdensrisicoverzekering de premie voor een vrouw lager en bij een lijfrente de premie voor een man lager. Het arrest Belgische Verbruikersunie Test-Aankoop (EU Gender Directive) bepaalt dat vanaf 21 december 2012 het gebruik van sekse als een factor bij de berekening van premies en uitkeringen in het kader van verzekeringsdiensten en aanverwante financiële diensten niet mag resulteren in verschillen in de premies en uitkeringen van individuele personen. Men spreekt van de uniseks-regel, met uniseks-premies en -uitkeringen. De regel geldt alleen voor nieuwe contracten, inclusief wijzigingen die de instemming van de partijen vergen.
Bij pensioen gelden andere regels: ingevolge artikel 9, eerste lid, onder h, van de Richtlijn 2006/54/EG is onderscheid toegestaan.
Gevolgen:
- Een pensioenregeling of lijfrentecontract is statistisch/actuarieel gezien voor vrouwen voordeliger dan voor mannen.
- Een overlijdensrisicoverzekering is statistisch / actuarieel gezien voor mannen voordeliger dan voor vrouwen.

In principe kan dit leiden tot adverse selectie, waardoor bijvoorbeeld vooral vrouwen een lijfrenteverzekering afsluiten. Dit kan reden zijn voor de verzekeraar om de premie meer op de levensverwachting van vrouwen af te stemmen, waardoor het contract nog onaantrekkelijker wordt voor mannen.